# Оплођење
Оплођење представља спајање женског и мушког гамета коме следи спајање њихових једара. Резултат оплођења је зигот (оплођена јајна ћелија) која се веома сложеним процесима развија у нов организам.

## Начини оплођења и развића
У животињском свету се, према месту одвијања, разликују два основна типа оплођења.
- спољашње, при коме се гамети избацују у спољашњу водену средину где се спајају и
- унутрашње, приликом кога сперматозоиди доспевају у полне канале женке.

У зависности од тога какво је оплођење и где се одвија даље развиће ембриона, разликују се три типа развића: 
- овипарност,
- ововивипарност и
- вивипарност.

Овипарност (ovum = јаје; parere = рађати) је такво развиће при коме се и оплођење и развиће ембриона врше у спољашњој средини (код риба и водоземаца). 
Ако је оплођење унутрашње и развиће се одвија у телу мајке али се ембриони хране жуманцетом јајне ћелије и по завршеном ембрионалном развићу женке рађају живе младунце онда је то ововивипарност (vivum = жив); присутно је код неких гмизаваца. Ововивипарност се сматра прелазним ступњем ка још бољој заштити потомства, ка вивипарности. 
Код вивипарности и оплођење и комплетно развиће ембриона се врши у телу мајке (код сисара). Исхрана и заштита ембриона сисара остварује се развићем посебног органа – постељице (плаценте).

## Оплођење код сисара
Оплођење је унутрашње и врши се у полним одводима женке, односно у јајоводу. Транспорт сперматозоида до места оплођења, поред покретљивости самог сперматозоида, потпомажу покрети трпљи у полним каналима и контракције мишића материце. На путовању кроз полни тракт женке сперматозоиди довршавају своје сазревање (капацитација).
У току оплођења најважнији процеси су:
- активација сперматозоида;
- активација јајне ћелије и
- спајање једара полних ћелија.

Активација сперматозоида почиње када он додирне омотач јајне ћелије што доводи до тзв. акрозомске реакције. Акрозомска реакција састоји се у издуживању акрозома у виду цеви и ослобађању његовог садржаја – ензима који ће разложити омотаче јајне ћелије. 
Контакт сперматозоида са јајном ћелијом доводи до њене активације која се огледа у кортикалној реакцији и образовању фертилизационе купе. У површинском слоју јајне ћелије (cortex – кора) налазе се везикуле (кесице) са гранулама (зрнцима). Чим први сперматозоид додирне јајну ћелију, везикуле прскају и грануле се ослобађају. То спречава патолошку полиспермију тј. да и други сперматозоиди, који су доспели до јајне ћелије у њу продру. На месту додира сперматозоида и цитоплазме јајне ћелије образује се испупчење названо фертилизациона купа. Помоћу ње се сперматозоид увлачи у унутрашњост јајне ћелије. 
Једра сперматозоида и јајне ћелије називају се пронуклеуси (хаплоидна су). Пре њиховог спајања женски пронуклеус завршава мејозу II (била је заустављена у метафази). У оба пронуклеуса долази до репликације ДНК, чиме сваки хромозом има две хроматиде. Два се пронуклеуса приближавају један другом и при томе губе своје омотаче. Хромозоми им се међусобно помешају, настаје диплоидно једро зигота и одмах почиње прва деоба. Пошто јајна ћелија сисара нема центрозом (центриоле), деобно вретено образују центриоли сперматозоида.

## Значај оплођења
- успоставља се диплоидан број хромозома у зиготу чиме потомци имају исти број хромозома као и њихови родитељи;
- потпуно случајно, насумично спајање гамета омогућава огромну разноврсност потомства; тако нпр. број могућих комбинација хромозома зигота при оплођењу код човека износи 2 на 23 x 2 на 23 = 2 на 46, што представља готово неограничен број могућих комбинација хромозома; другачије речено: вероватноћа да исти сперматозоид и јајна ћелија се два пута узастопно оплоде је скоро једнака 0;
- оплођењем се генетички одређује пол, који код сисара зависи од сперматозоида; ако се јајна ћелија оплоди X сперматозоидом образоваће се женски (садржи XX хромозоме), а ако се оплоди Y сперматозоидом мушки пол (има XY хромозоме);
- активира се јајна ћелија да отпочне са браздањем, односно ембрионалним развићем.

## Оплођење код човека
- раздаљину у јајнику од 15 cm (3000 пута је већа од дужине сперматозоида) сперматозоиди превале за 1 сат путујући брзином од 3 mm/min;
- просечан ејакулат (избачена семена течност) мушкарца садржи око 182 милиона сперматозоида, од чега у материцу доспева око милион (највећи број се изгуби на самом почетку), а у почетни део јајовода мање од 1000; до места оплођења стигне тек 20-200 сперматозоида;
- сперматозоиди се производе у великом броју: минимална процена је око 100.000 на час у сваком тестису; максимална животна производња сперматозоида је око 500 милијарди што значи на сваку ооциту ослобођену из јајника овулацијом произведе се милијарду сперматозоида;
- пре овулације примарна ооцита завршава мејозу I за само 24 часа;
- од момента додира опни сперматозоида и јајне ћелије па до прве деобе зигота протекне 12 сати;
- кортикална зрнца се избаце за 1 min у простор између мембране јајне ћелије и зоне пелуциде
- од првог контакта сперматозоида са првим омотачем јајне ћелије (корона радиата) па све до поделе зигота на две ћелије протекне 24 сата
- однос полова међу новорођеном децом је 105 мушких на 100 женских, али је много већи у првом тромесечју трудноће када износи 120 мушких напрема 100 женских. То се углавном тумачи мањом масом и већом покретљивошћу Y сперматозоида (Y хромозом је знатно краћи од X хромозома) што се касније донекле изједначава већом смртношћу мушких ембриона (мушких ембриона и фетуса има више међу спонтано побаченим и мртворођеним)
- када се овулацијом ослободе, уместо као што је уобичајено једна, две јајне ћелије и оплоде са два сперматозоида настају дизиготни или двојајни близанци; када се из једне оплођене јајне ћелије образују два независна ембриона онда су то монозиготни (једнојајни) близанци; ако они остану спојени неким делом тела онда су то сијамски близанци
- и на крају ова слика сперматозоида на површини јајне ћелије: